# コロンボ国立博物館
コロンボ国立博物館（英語: National Museum of Colombo）はスリランカの西部州コロンボにある博物館。
1877年に当時のイギリスのセイロン総督であったウィリアム・ヘンリー・グレゴリーによって作られた博物館であり、スリランカ国内では最も古くに作られた博物館であると同時に、もっとも大きな博物館である。
館内は2階建てになっており、1階はスリランカの歴史関係の展示物が、2階には民俗関係の展示物がおさめられている。